# Döge
Döge är en ort i Ungern.   Den ligger i provinsen Szabolcs-Szatmár-Bereg, i den nordöstra delen av landet, 240 km öster om huvudstaden Budapest. Döge ligger 96 meter över havet och antalet invånare är 2 181.
Terrängen runt Döge är mycket platt. Runt Döge är det ganska tätbefolkat, med 108 invånare per kvadratkilometer. Närmaste större samhälle är Kisvárda, 5,3 km söder om Döge. Omgivningarna runt Döge är en mosaik av jordbruksmark och naturlig växtlighet.